# Flightradar24
A Flightradar24 svéd internetalapú szolgáltatás, amely valós idejű repülőgép-követési információkat mutat térképen. Tartalmazza a járatkövetési információkat, a kiindulási és célállomásokat, a járatszámokat, a repülőgéptípusokat, a pozíciókat, a magasságokat, az irányokat és a sebességeket. Emellett képes a korábbi repülési nyomvonalak időbeli ismétlését és a repülési adatok történeti adatait is megjeleníteni légitársaság, repülőgép, repülőgéptípus, terület vagy repülőtér szerint. Az oldal több forrásból származó adatokat összesíti, de az Amerikai Egyesült Államokon kívül leginkább ADS-B vevővel rendelkező önkéntesek által végzett tömeges információgyűjtésből és műholdas ADS-B vevőkészülékekből.
A szolgáltatás weboldalon vagy mobileszközön futó alkalmazáson keresztül érhető el. A The Guardian az oldalt "hitelesnek" tartja.
Ez a világ legnagyobb ADS-B hálózata, több mint 35 000 csatlakoztatott vevővel. Naponta több mint 200 000 repülést követ az oldal több mint 4 millió felhasználója naponta. A legtöbb nagy légitársaság és a légiközlekedési ipar más szereplői is használják, köztük az Airbus, a Boeing és az Embraer.

## Története
A szolgáltatást két svéd repülésrajongó alapította 2006-ban Flygbilligt.com, majd később Flygradar.nu néven Észak- és Közép-Európa számára. A szolgáltatást 2009-ben nyitották meg, lehetővé téve bárki számára, aki megfelelő ADS-B vevővel rendelkezik, hogy adatokat szolgáltasson.
A szolgáltatás 2010-ben nagy nyilvánosságot kapott, amikor a nemzetközi média erre támaszkodott az Eyjafjallajökull vulkánkitörés okozta észak-atlanti és európai repülési zavarok leírásakor. 2010. július-augusztus fordulóján a Flightradar24 iOS alkalmazásként jelent meg.
2014-ben több nagy hírügynökség is használta több nagy horderejű baleset után: márciusban a Malaysia Airlines 370-es járatának eltűnése után, júliusban, miután a Malaysia Airlines 17-es járatát lelőtték Ukrajna felett, és decemberben, amikor az Indonesia AirAsia 8501-es járata eltűnt. A Flightradar24 arról számolt be, hogy a webes forgalma a normálisnak körülbelül az 50-szeresére nőtt, ami némi hozzáférési torlódást okozott a felhasználóknak.
2015 novemberében a The Guardian újság a Flightradar24 által rendelkezésre álló információk alapján arról számolt be, hogy a Sharm el-Sheikh nemzetközi repülőtérről Szentpétervárra tartó Metrojet 9268-as járata a levegőben felrobbant.
2020. március 3-tól a műholddal gyűjtött ADS-B adatok minden felhasználó számára elérhetővé váltak. A műholdas adatok alapján lokalizált repülőgépek kék színűek a térképen, a földi vevőkészülékek által lokalizáltak pedig sárga színűek.
2022 februárjában, Ukrajna orosz megszállása idején a weboldal összeomlott az Ukrajnában és környékén közlekedő járatokat követő látogatók beáramlása miatt.
2022 márciusában a honlapon a China Eastern Airlines 5735-ös járata lezuhanását láthatták.
2022 augusztusában a Nancy Pelosit Tajvanra szállító SPAR19-es repülőgép lett az eddigi legtöbbet követett járat, amelyet több mint 708 000 ember követett, amikor leszállt Tajpejben, és több mint 2 900 000-en követték a járat útjának legalább egy részét.
2022 szeptemberében a II. Erzsébet királynő koporsóját szállító repülőgépet a transzponder aktiválódását követő első percben 6 000 000 felhasználó próbálta követni, a repülés egy részét 4 790 000-en követték, ezzel minden idők legtöbbet követett repülése lett. A weboldal 76 200 000, a repüléssel kapcsolatos kérést dolgozott fel a repülés időtartama alatt. Kezdetben az oldal összeomlott a felhasználók puszta száma miatt.

## Adatvédelem
Az oldal "biztonsági és adatvédelmi" okokból blokkolja egyes ADS-B információk megjelenítését. Például a japán császár és miniszterelnök által használt japán Air Force One repülőgép pozíciója 2014 augusztusáig volt látható az oldalon, amikor a japán védelmi minisztérium kérte az információk blokkolását. Ez azt jelentette, hogy a repülőgép repülési útvonala többé nem látható online vagy az oldalon.

## Lásd még
- FlightAware
- Plane Finder
- MarineTraffic